# Hagerman Fossil Beds National Monument
Pour les articles homonymes, voir Hagerman.
Le Monument national du site fossilifère d'Hagerman (en anglais, Hagerman Fossil Beds National Monument) est un monument national américain, situé dans l'État d'Idaho.

## Description
Le Monument national d'Hagerman protège l'un des plus grands sites fossilifères du monde pour la période du Pliocène. Ces fossiles datent de 3 à plus de 4 millions d’années et représentent au moins 200 espèces. Hagerman est surtout connu pour avoir la plus grande concentration connue de chevaux fossiles. Une espèce fossile découverte ici porte le nom du parc : le cheval d'Hagerman, ou Equus simplicidens.